# Anri Okita
Anri Okita (en japonés: 沖田杏梨) (Birmingham, 28 de octubre de 1986) es una actriz, cantante, compositora y ex AV Idol japonesa, nacida en el Reino Unido.
Entre 2011 y 2016, Okita destacó por su carrera como AV Idol antes de retirarse para enfocarse en su carrera mediática. De 2016 a 2017, Okita fue miembro del grupo de idols Ebisu Muscats. En 2017 debutó como cantante solista, tras grabar su primer álbum, GORILLA, que llegó a alcanzar el puesto n.º 47 en el Oricon Albums Chart en el mes de octubre.

## Primeros años
Okita nació en la ciudad inglesa de Birmingham. Con ocho años, Okita y su familia regresaron a Japón. Pese a pasar su adolescencia en el país nipón, regresaría al Reino Unido para cursar la universidad, donde comenzó sus primeros trabajos como modelo, así como en gravure idol antes de su debut audiovisual, de vuelta a Japón.

## Carrera profesional

### Carrera como AV Idol (2011–2016)
Okita ingresó en la industria audiovisual en 2011, a los 24 años de edad. Su debut como AV Idol fue con el estudio S1 No. 1 Style, en la producción 1 000 000 Yen Body Best of All – Anri Okita. Durante los dos años siguientes, Okita permaneció como intérprete en exclusiva en S1, apareciendo en veinte películas con el estudio, convirtiéndose en una de las actrices más importantes del entonces panorama audiovisual nipón. Con su apariencia exótica y su figura voluptuosa, la popularidad de Okita aumentó rápidamente desde mediados de 2011 en adelante en Japón, así como en otros mercados del sudeste asiático. A finales de 2012, Okita comenzó a surgir como una popular estrella de cine para adultos japonés en los mercados occidentales como Australia y Europa, e incluso en los Estados Unidos después de la filtración de sus vídeos originales en los principales portales de Internet de contenido y difusión de vídeos pornográficos. En 2013, la popularidad de Okita explotó en los Estados Unidos y Canadá, así como en Europa; se convirtió en la tercera estrella porno asiática vista después de Hitomi Tanaka y Yui Hatano. En 2011, Okita fue nombrada como la nº1 en las actrices revelación del mercado asiático por el portal IAFD.
En octubre de 2012, Okita decidió abandonar el estudio y firmó con Soft On Demand, usando el nombre artístico de "Akane Mizuki". Pese al movimiento de estudios, a principios de 2013 decidió convertirse en actriz independiente (kikatan joyū) trabajando con muchos otros estudios AV como Wanz Factory, Moodyz o Fitch. Durante su carrera audiovisual, Okita trabajó en producciones de alto perfil en la industria nipona, como en J & L - Two Pairs Of Huge Tits Take Real Creampies, película de Moodyz lanzada el 1 de junio de 2015, en el que coprotagonizó escenas con su compañera actriz AV y amiga Hitomi Tanaka. También formó parte del trabajo por el 15º aniversario de Moodyz, Crimson Dream, una extravagante adaptación de acción en vivo de un manga hentai con una duración de seis horas y un elenco de otras actrices japonesas de cine para adultos muy populares como Ai Uehara, Kaho Kasumi, Kurea Hasumi, Yui Hatano, Hibiki Otsuki y Shoko Akiyama.
Okita también ha hecho sus apariciones en la apariciones en la AVN Adult Entertainment Expo de 2015, así como en la XXXIII gala de los Premios AVN. En 2016, anunció su retiro de la industria del cine para adultos, siendo su última película Porn Retirement x Crimson - Anri Okita Captured by an Erotic Artist, dirigida por Kitorune Kawaguchi y estrenada el 8 de mayo de 2016. A lo largo de su carrera, Okita llegó a aparecer en casi 300 películas, incluidas obras originales y compilaciones, si bien el portal IAFD sólo la contabilizó 18.

### Carrera convencional
Después de retirarse de la industria del entretenimiento para adultos, Okita seguía siendo muy popular en Japón, especialmente en las redes sociales y entre los jóvenes. En 2011, mientras todavía estaba en la industria para adultos, apareció en siete episodios de la popular serie de televisión japonesa tokusatsu Garo: Makai Senki. En 2016, Okita se unió al popular grupo de idols femenina Ebisu Muscats, estando con ellas de gira entre noviembre y diciembre de 2016. A mediados de 2017, Okita dejó el grupo para seguir su carrera en solitario, lanzando su primer álbum en solitario, GORILLA, el 4 de octubre de 2017. También ha protagonizado varias películas convencionales como la comedia Naked Ambition 2 o el thriller de acción Diamond Dogs.
A finales de 2019 Okita comenzaba la emisión y publicación de su canal de YouTube, donde se decantaba por mostrar y realizar vídeos en directo realizando dibujos y bocetos, mezclando inglés y japonés.

## Vida personal
En diciembre de 2017, Okita se casó con un empresario japonés. A principios de 2018, la pareja anunció que iba a tener una niña. A finales del mes de agosto de ese año Okita anunció que había dado a luz una niña.
Okita es amiga de la también actriz pornográfica y AV Idol Hitomi Tanaka, cuya carrera se extendió en la industria estadounidense.